# Ape Escape 3
Ape Escape 3 est un jeu de plates-formes sorti en 2006 sur PlayStation 2. Le jeu a été développé par SCE Japan Studio et édité par Sony Computer Entertainment.

## Synopsis
L'histoire débute lorsque Specter, le chef des singes Pipo, s'allie au scientifique humain Dr Tomoki pour l'assister dans ses sinistres desseins. Ensemble, ils érigent des stations de télévision surveillées par le Freaky Monkey Five, dans le but de diffuser Specter TV à l'échelle mondiale. Les émissions diffusées plongent tous les humains de la planète, à l'exception des jumeaux protagonistes Satoru et Sayaka, de leur tante Akie et de Natsumi, dans un état de transe aveugle. Lorsque Natsumi alerte Satoru et Sayaka que Kakeru (Spike), Hikaru (Jimmy) et le professeur ont tous été affectés par cette émission télévisée, ils se lancent dans une mission pour capturer les singes et contrecarrer les plans de Specter et du Dr Tomoki.
Ainsi, leur objectif consiste à se rendre sur chaque plateau de tournage, à capturer tous les singes Pipo présents et à détruire les satellites associés.

## Accueil
- GameSpot : 8,2/10[1]

## Réception
Même si le jeu a été bien reçu par la critique, Ape Escape 3 s'est mal vendu, avec des ventes ne dépassant pas le million pour chaque pays.
Une reboot de la licence Ape Escape était sorti sur PS3, nommé PlayStation Move Ape Escape (ou simplement Ape Escape en Europe) mais il a été très mal reçu par la critique.